# 类雀稗属
类雀稗属（学名：Paspalidium）是禾本科下的一个属，为多年生草本植物。该属共有约12种，分布于温带地区。